# رستيو أرجواني
رستيو أرجواني (الاسم العلمي:Restio purpurascens) هي نوع من النباتات تتبع جنس الرستيو من الفصيلة الرستيونية.